# Gideon Tomaschoff
Gideon Tomaschoff (* 1956 in Tel Aviv) ist ein israelisch-kanadischer abstrakter Maler. Er lebt und arbeitet in Toronto, Kanada.

## Leben
Gideon Tomaschoff studierte von 1978 bis 1982 Ingenieurwissenschaften an der Ben-Gurion-Universität in Tel Aviv. 1986 erfolgte der Umzug in die USA und nach Kanada. Dort begann er 1993 ein Kunststudium am Ontario College of Art&Design, das er 1996 mit Auszeichnung abschloss.

## Werk
Während seines Studiums arbeitete Tomaschoff an gegenständlichen Gemälden wie Porträts oder Hausfassaden. Die Fassaden von Gebäuden, die von Menschenhand gestaltet, zerstört und erneut gestaltet sowie unter dem Einfluss der Natur ausgewaschen und verwandelt worden waren, werden zum Impulsgeber für seine immer abstrakter werdenden Bilder.
Von da an werden Tomaschoffs Gemälde immer unabhängiger vom konkret Gesehenen. Mehr und mehr visualisieren sie innere Landschaften, die in Farblandschaften übersetzt werden und assoziieren eine Fülle von persönlichen Erinnerungen.
Die durch den vielschichtigen Aufbau (s. Technik) komplexen Werke lassen an aufgeplatzte, abbröckelnde Fassaden denken; sie erinnern an Landschaften, in denen sich das Licht bricht; sie lassen Schemen von Gesichtern erahnen.
Im Unterschied zu vielen zeitgenössischen Künstlern verwendet Tomaschoff Titel für seine Arbeiten. „Alles und Nichts“, „Intime Distanz“, „Unmerklich“ oder „Furchen“ sind nur einige Beispiele für poetische Titel, die dem Betrachter trotzdem eine Offenheit in der Betrachtung und Interpretation seiner Werke zugestehen.

## Technik
Gideon Tomaschoff grundiert seine Leinwände auf eine Weise, die das Fließen und Aufsaugen der Farben garantiert. Nach der Grundierung legt der Maler Schicht um Schicht sowohl transparenter als auch nicht-transparenter Farben auf die Leinwand. In einem anschließenden Arbeitsprozess werden die aufgetragenen Schichten partiell abgetragen, aufgeraut, teilweise zerstört. Die radikale Bearbeitung der Oberfläche legt so darunter liegende Farbschichten frei. Gemeinsam mit der Einwirkung des natürlichen oder künstlichen Lichtes entsteht eine Fülle von visuellen Eindrücken.